# 陈联泰机器厂
陈联泰机器厂是1882年在广州成立的一家機器廠，前身是1839年由陈淡浦在广州十三行創建的手工作坊，當時陈淡浦和其家人在手工作坊負責制造缝衣针、修理金属器具以及修理外國轮船的轮机故障，之後又負責安装继昌隆缫丝厂的缫丝机。1876年，手工作坊生产出广州第一台缫丝机和用於小火船的蒸汽机。後來手工作坊定名為陈淡甫机器店，店主還从香港購買数台车床並僱傭更多的人員和拓展店面。1882年，陈淡甫机器店更名為陈联泰机器厂。19世紀90年代，陈联泰机器厂又建造出9艘能用於內河行駛的蒸汽小輪船。